# Atletism la Jocurile Olimpice de vară din 2020 - Aruncarea greutății (feminin)
Proba feminină de aruncare a greutății de la Jocurile Olimpice de vară din 2020 a avut loc în perioada 30 iulie-1 august 2021 pe Stadionul Național al Japoniei.

## Recorduri
Înaintea acestei competiții, recordurile mondiale și olimpice erau următoarele:
| Record           | Atlet                    | Rezultat | Loc                        | Data          |
| ---------------- | ------------------------ | -------- | -------------------------- | ------------- |
| Recordul mondial | Natalya Lisovskaya (URS) | 22,63 m  | Moscova, Uniunea Sovietică | 7 iunie 1987  |
| Recordul olimpic | Ilona Slupianek (RDG)    | 22,41 m  | Moscova, Uniunea Sovietică | 24 iulie 1980 |

## Program
Orele sunt ora Japoniei (UTC+9) 
| Data                    | Oră   | Etapă      |
| ----------------------- | ----- | ---------- |
| Vineri, 30 iulie 2021   | 19:00 | Calificări |
| Duminică, 1 august 2021 | 9:10  | Finala     |

## Rezultate

### Calificări
S-au calificat în finală cele care au reușit o aruncare de cel puțin 18,80 m (C) sau atletele cu cele mai bune 12 rezultate (c).
| Loc | Grupă | Nume                | Țară                       | 1     | 2     | 3     | Rezultat | Note  |
| --- | ----- | ------------------- | -------------------------- | ----- | ----- | ----- | -------- | ----- |
| 1   | B     | Lijiao Gong         | China                      | 19,46 | -     | -     | 19,46    | C     |
| 2   | B     | Jiayuan Song        | China                      | x     | 19,23 | -     | 19,23    | C     |
| 3   | A     | Raven Saunders      | Statele Unite ale Americii | x     | 19,22 | -     | 19,22    | C     |
| 4   | A     | Fanny Roos          | Suedia                     | 19,01 | -     | -     | 19,01    | C     |
| 5   | A     | Aliona Dubitskaya   | Belarus                    | 18,61 | x     | 18,89 | 18,89    | C     |
| 6   | B     | Valerie Adams       | Noua Zeelandă              | 18,75 | 18,59 | 18,83 | 18,83    | C     |
| 7   | A     | Yang Gao            | China                      | 18,51 | 18,80 | -     | 18,80    | C, SB |
| 7   | B     | Auriol Dongmo       | Portugalia                 | 18,80 | -     | -     | 18,80    | C     |
| 9   | A     | Portious Warren     | Trinidad și Tobago         | 18,21 | 18,23 | 18,75 | 18,75    | c, PB |
| 9   | A     | Jessica Ramsey      | Statele Unite ale Americii | x     | x     | 18,75 | 18,75    | c     |
| 11  | A     | Maddi Wesche        | Noua Zeelandă              | 18,65 | 16,80 | 18,53 | 18,65    | c, PB |
| 12  | B     | Sara Gambetta       | Germania                   | x     | 18,57 | 17,35 | 18,57    | c     |
| 13  | B     | Danniel Thomas-Dodd | Jamaica                    | x     | 18,37 | 18,24 | 18,37    |       |
| 14  | A     | Christina Schwanitz | Germania                   | 17,51 | 17,72 | 18,08 | 18,08    |       |
| 15  | A     | Katharina Maisch    | Germania                   | 16,92 | 17,89 | 17,72 | 17,89    |       |
| 16  | B     | Emel Dereli         | Turcia                     | x     | 17,81 | 17,69 | 17,81    |       |
| 16  | B     | Sophie McKinna      | Marea Britanie             | 17,81 | x     | 17,60 | 17,81    |       |
| 18  | A     | Klaudia Kardasz     | Polonia                    | x     | 17,29 | 17,76 | 17,76    |       |
| 19  | A     | Jessica Schilder    | Olanda                     | 16,69 | 17,74 | 16,82 | 17,74    |       |
| 20  | B     | Adelaide Aquilla    | Statele Unite ale Americii | 17,38 | 17,68 | 16,62 | 17,68    |       |
| 21  | B     | Anita Marton        | Ungaria                    | 17,42 | 17,59 | x     | 17,59    | SB    |
| 22  | A     | Lloydricia Cameron  | Jamaica                    | 17,29 | x     | 17,43 | 17,43    |       |
| 23  | A     | María Belén Toimil  | Spania                     | x     | x     | 17,38 | 17,38    |       |
| 24  | B     | Markéta Červenková  | Cehia                      | 17,33 | x     | 17,05 | 17,33    |       |
| 25  | B     | Ahymara Espinoza    | Venezuela                  | 17,17 | 16,74 | 16,50 | 17,17    |       |
| 26  | A     | Ol'ha Holodna       | Ucraina                    | 16,07 | 17,15 | 17,08 | 17,15    |       |
| 27  | B     | Paulina Guba        | Polonia                    | x     | 16,98 | 16,96 | 16,98    |       |
| 28  | B     | Sarah Mitton        | Canada                     | 16,62 | x     | x     | 16,62    |       |
| 29  | A     | Dimitriana Surdu    | Republica Moldova          | 15,61 | 16,55 | x     | 16,55    |       |
| 30  | B     | Geisa Arcanjo       | Brazilia                   | 16,46 | x     | x     | 16,46    |       |
| 31  | B     | Sopo Shatirishvili  | Georgia                    | 14,91 | 15,31 | x     | 15,31    |       |
| -   | A     | Brittany Crew       | Canada                     | x     | x     | x     | —        | FM    |

### Finala
| Loc | Sportivă          | Țară                       | 1     | 2     | 3     | 4                        | 5                        | 6                        | Distanță | Note |
| --- | ----------------- | -------------------------- | ----- | ----- | ----- | ------------------------ | ------------------------ | ------------------------ | -------- | ---- |
| 1   | Lijiao Gong       | China                      | 19,95 | x     | 19,98 | 19,80                    | 20,53                    | 20,58                    | 20,58    | PB   |
| 2   | Raven Saunders    | Statele Unite ale Americii | 19,65 | x     | 19,62 | 19,49                    | 19,79                    | x                        | 19,79    |      |
| 3   | Valerie Adams     | Noua Zeelandă              | 18,62 | 19,49 | 19,62 | x                        | x                        | 18,76                    | 19,62    |      |
| 4   | Auriol Dongmo     | Portugalia                 | 19,29 | 18,95 | 19,17 | 19,57                    | 19,45                    | 19,45                    | 19,57    |      |
| 5   | Jiayuan Song      | China                      | 18,11 | 19,14 | 18,74 | x                        | x                        | 18,26                    | 19,14    |      |
| 6   | Maddi Wesche      | Noua Zeelandă              | 17,45 | 18,42 | 18,98 | 18,18                    | 18,50                    | 18,47                    | 18,98    | PB   |
| 7   | Fanny Roos        | Suedia                     | 17,99 | 18,02 | 18,91 | x                        | 18,72                    | 18,76                    | 18,91    |      |
| 8   | Sara Gambetta     | Germania                   | 18,37 | 18,04 | 18,88 | x                        | 18,48                    | 18,38                    | 18,88    | PB   |
| 9   | Aliona Dubitskaya | Belarus                    | 17,76 | 18,57 | 18,73 | Nu a avansat mai departe | Nu a avansat mai departe | Nu a avansat mai departe | 18,73    |      |
| 10  | Yang Gao          | China                      | 18,45 | 18,67 | 18,51 | Nu a avansat mai departe | Nu a avansat mai departe | Nu a avansat mai departe | 18,67    |      |
| 11  | Portious Warren   | Trinidad și Tobago         | 18,01 | 18,01 | 18,32 | Nu a avansat mai departe | Nu a avansat mai departe | Nu a avansat mai departe | 18,32    |      |
| -   | Jessica Ramsey    | Statele Unite ale Americii | x     | x     | x     | Nu a avansat mai departe | Nu a avansat mai departe | Nu a avansat mai departe | -        | FM   |